# توماس بيكمان
توماس بيكمان (بالألمانية: Thomas Beckmann)‏ (ولد في 18 أبريل 1957 في دوسلدورف) هو مغني وموسيقي وعازف تشيلو ألماني.

## حياته
بعد دراسة فقه اللغة الكلاسيكية والفلسفة، درس توماس بيكمان في أكاديميات الموسيقى في دوسلدورف وكولونيا.  كان يعمل خلال دراسته كعازف التشيلو الفردي في مختلف الفرق الموسيقية. تلقى أول دروسه التكوينية عند يورغن ولف عازف التشيلو الرئيسي لسيمفونية دوسلدورف. في عام 1980 أصبح طالب في مدرسة الاساتذة بيير فورنييه في جنيف.
أصبح بيكمان معروفًا من الجمهور الواسع من خلال أدائه الذي يجمع السوناتات الكلاسيكية مع قطع لشارلي شابلن. حصل على الجائزة الألمانية لسجل النقاد من خلال الاسطوانة الموسيقية تحت عنوان «أوه! إنه الكمان» مع عازف البيانو يوهانس سيرناتا. من عام 1986 إلى عام 1996 نجح بيكمان في ألمانيا وحدهافي أكثر من 500 حفلة موسيقية. كما نجح في العديد من الجولات في اليابان، الدول الاسكندنافية، بلجيكا، إسبانيا، إيطاليا، روسيا وأوكرانيا.
في عام 2010، تم تكريم بيكمان بجائزة أول مواطن في ألمانيا من الصحف الألمانية. هكذا وقد أشاد رئيس التحرير هيئة المحلفين بالتزام بيكمان بالمواطنين الذين بلا مأوى والمشردين.
يسكن بيكمان منذ 27 عام (2016) في منزل كلارا وروبرت شومان في دوسلدورف وهو متزوج من عازفة البيانو سايكو-ماتسوشيتا بيكمان متزوج.

## «معا ضد البرد» - مشروع اجتماعي لمساعدة المشردين
بعد أن تجمدت امرأتان حتى الموت في البلدة القديمة من مدينة دوسلدورف، أسس بيكمان العمل الاجتماعي "كيس النوم على المشردين" في عام 1993 في دوسلدورف. وقف إلى جانبه كلا من الكنيسة الكاثوليكية والكنيسة البروتستانتية وكذلك دوسلدورف مجلس المدينة. على هذه الأركان الثلاثة، أسس في عام 1996 مشروعه الاجتماعي على نطاق ألمانيا الاتحادية  "معا ضد البرد" لصالح الناس بلا مأوى. هذا المشروع موجود الآن في حوالي 100 من المدن الألمانية كما عزف جنبا إلى جنب مع زوجته من أجل المشاركة الاجتماعية وحاز على جائزة كيوانيس ووسام الاستحقاق من ولاية شمال الراين-وستفاليا "، وكذلك "وسام الاستحقاق من جمهورية ألمانيا الاتحادية"، وفي عام 2010 نال الجائزة الأولى من الرابطة الاتحادية الألمانية لناشري الصحف التي منحته الجائزة بقيمة 20,000 يورو تكريما له. كما تلقى بيكمان في عام 2013 الجائزة الاجتماعية الفخرية من راينلاند.في 13 كانون الأول / ديسمبر 2013 حاز على صليب الاستحقاق بالدرجة الممتازة لالتزام الاجتماعي مع الاتحادية الألمانية.

## الألبومات
- أوه! أنه التشيلو (الموسيقى  لتشارلي شابلن – يوهانس سيرنوتا، البيانو)
- قطع قصيرة على التشيلو (كايوكو، البيانو)
- توماس بيكمان – شارلي شابلن (كايوكو، البيانو)
- بيكمان يعزف التشيللو: نيسان / أبريل 2000 تسجيل من مسرح برلين، الثنائي الكمان البيانو (البيانو كايوكو)
- بيكمان يعزف التشيللو: نيسان / أبريل 2006 تسجيل مباشر من مسرح برلين منفردا

## الجوائز
- «مواطن السنة» في عام 2010، رابطة ناشري الصحف الألمانية
- الجائزة الاجتماعية الأوروبية 2002
- الحمالة الذهبية أزرق-أبيض
- جائزة جاكوب 2013، سانت  دوسلدورف-بيلك[3]
- جائزة شتوتغارت كيوانيس
- ميدالية لورنز-ورثمان
- الجائزة الألمانية سجل النقاد عن أوه! إنه الكمان
- جائزة ريجين-هيلدبراند- الحزب الديمقراطي الاشتراكي
- عضو شرف روبرت شومان-في لايبزيغ
- صليب الاستحقاق فئة 1 من وسام الاستحقاق من جمهورية ألمانيا الاتحادية
- وسام الاستحقاق من جمهورية ألمانيا الاتحادية
- وسام الاستحقاق من ولاية شمال الراين-وستفاليا
- وسام الشرف من اتحاد راينلاند
- تعيش الطريق من 2015
- عضو الجمعية الاتحادية في عام 2010
- حفل امام البابا بنديكتوس السادس عشر

## روابط خارجية
- توماس بيكمان على موقع ميوزك برينز (الإنجليزية)
- توماس بيكمان على موقع ديسكوغز (الإنجليزية)